# Бенишкова, Отилия
Отилия Бенишкова (урождённая Отилия Елинкова) (чеш. Otýlie Beníšková; 25 октября 1882, Раковник, Австро-Венгрия — 22 августа 1967, Прага, ЧССР) — чешская и чехословацкая актриса театра, кино и телевидения. Народный художник (артист) Чехословацкой Республики (1952).

## Биография
Родилась в старой театральной семье, все её родственники, родители и три сестры, собственный сын были актёрами и актрисами. Её отец Вилем Карел Елинек был руководителем собственной актерской труппы.
Сценическую деятельность начала в 1898 году. С 1902 года играла в театрах Брно, Праги, Пльзеня, Братиславы.
В 1945 году играла в труппе театра Пятого мая в Праге, затем театра «Д-34».
Творчество О. Бенишковой отличается тонким психологическим мастерством.

## Избранные театральные роли
- Мать (одноименная пьеса К. Чапека),
- госпожа Лукашева («Вера Лукашева» по роману Бенешевой),
- Людмила («Кровавые крестины» Тыла),
- Руженка («Лето» Шрамека) и др.

Снялась в 23 кино- и телефильмах.

## Избранная фильмография
- 1939 — Сердце в целлофане — Бартова, экономка
- 1952 — Операция Б — экономка прихода
- 1955 — Танковая бригада — мать Милоша Сикоры
- 1956 — Далибор — Магдалена, старуха
- 1956 — Лабакан — Адолзаида
- 1956 — Легенда о любви — кормилица
- 1957 — Кровавая свадьба (ТВ)
- 1960 — Экзамен продолжается — актриса театра
- 1961 — Процессия к кукле
- 1964 — Забытый дьявол (ТВ)— бабушка